# نیروگاه هانتلی
نیروگاه هانتلی (به انگلیسی: Huntly Power Station) (نیوزلند، واقع در شهر هانتلی در استان وایکاتو، تأسیس ۱۹۸۳)، یکی از نیروگاه‌های کشور نیوزلند و بزرگترین نیروگاه حرارتی این کشور با ظرفیت تولید ۱۴۴۸ مگاوات است. این نیروگاه شامل ۳ واحد بخار ۲۵۰ مگاواتی، ۱ واحد سیکل ترکیبی ۴۰۳ مگاواتی و ۱ واحد ۵۰ مگاواتی است.
سوخت این نیروگاه گاز طبیعی و سوخت پشتیبان زغال سنگ است. بخشی از خنک‌کاری این نیروگاه توسط رودخانه وایکاتو صورت می‌گیرد.
اکثر انرژی تولید شده در نیروگاه هانتلی از طریق شبکه ملی به آوکلند، بزرگترین شهر نیوزیلند که در ۹۵ کیلومتر آن قرار دارد، منتقل می‌شود.
بیش از نیمی از گازهای گلخانه‌ای تولیدشده در نیوزیلند توسط این نیروگاه تولید می‌شود و بارها باعث خشم طرفداران محیط زیست شده که همراه با تظاهرات بوده است.